# Miss Polski 2020
Miss Polski 2020 fue la 31.ª edición de Miss Polski, que se llevó a cabo el 17 de enero de 2021. La ganadora fue Anna Maria Jaromin de Silesia. Originalmente, se suponía que Jaromin representaría a Polonia en Miss Supranacional 2021, pero se retiró debido a que la Organización Miss Polski tenía otros planes para Jaromin en otros concursos internacionales, principalmente Miss Internacional 2022. La primera finalista, Natalia Balicka de la Gran Polonia, la reemplazó y representó al país en Miss Supranacional. El concurso de este año estaba originalmente programado para diciembre de 2020, pero se pospuso para enero de 2021 debido a la pandemia de COVID-19.

## Resultados
| Posiciones                                        | Candidata |
| ------------------------------------------------- | --- |
| Miss Polski 2020                                  | - Silesia - Anna Maria Jaromin |
| Primera finalista Miss Supranacional Polonia 2021 | - Gran Polonia - Natalia Balicka |
| Segunda finalista                                 | - Podlaquia - Wiktoria Ciochanowska |
| Tercera finalista                                 | - Lodz - Dominika Wójcik |
| Cuarta finalista                                  | - Silesia - Sandra Naum |
| Top 10                                            | - Baja Silesia - Agata Śron - Baja Silesia - Ewa Jakubiec - Lublin - Wiktoria Kozik - Lubusz - Laura Wycichowska - Pomerania Occidental - Małgorzata Molik |

### Premios especiales
| Premio                | Candidata                           |
| --------------------- | ----------------------------------- |
| Miss Audiencia Polsat | - Podlaquia - Wiktoria Ciochanowska |
| Miss Polonia Virtual  | - Lubusz - Laura Wycichowska        |

## Jurado
- Ewa Wachowicz - Miss Polonia 1992 y World Miss University 1993
- Viola Piekut
- Ania Wyszkoni
- Joanna Liszkowska
- Elżbieta Sawerska - Miss Polski 2004
- Katarzyna Krzeszowska - Miss Polski 2012
- Olga Buława - Miss Polski 2018
- Magdalena Kasiborska - Miss Polski 2019

## Finalistas
| Voivodatos           | Candidata             | Edad |
| -------------------- | --------------------- | ---- |
| Baja Silesia         | Agata Śron            | 19   |
| Baja Silesia         | Ewa Jakubiec          | 23   |
| Cuyavia y Pomerania  | Klaudia Andrzejewska  | 19   |
| Gran Polonia         | Martyna Zimmer        | 20   |
| Gran Polonia         | Natalia Balicka       | 21   |
| Lodz                 | Dominika Wójcik       | 19   |
| Lublin               | Olga Król             | 19   |
| Lublin               | Wiktoria Kozik        | 18   |
| Lubusz               | Julia Gryczan         | 23   |
| Lubusz               | Laura Wycichowska     | 21   |
| Mazovia              | Angelika Duszczyk     | 27   |
| Mazovia              | Marta Byczuk          | 27   |
| Mazovia              | Nina Ampulska         | 18   |
| Pequeña Polonia      | Justyna Haberka       | 20   |
| Pequeña Polonia      | Żaneta Kotarba        | 22   |
| Podlaquia            | Wiktoria Ciochanowska | 20   |
| Pomerania Occidental | Klaudia Matczak       | 21   |
| Pomerania Occidental | Małgorzata Molik      | 25   |
| Silesia              | Anna Maria Jaromin    | 22   |
| Silesia              | Natalia Ciekańska     | 20   |
| Silesia              | Roksana Jagła         | 22   |
| Silesia              | Sandra Naum           | 22   |
| Varmia y Masuria     | Anita Sawicka         | 21   |

### Retiros
- Lubusz - Sandra Krenc
- Opole
- Pomerania
- Subcarpacia
- Comunidad polaca en el Reino Unido - Sabrinę Olkowicz

### Regresos
Compitió por última vez en 2016:
- Lubusz

Compitió por última vez en 2017:
- Gran Polonia

Compitieron por última vez en 2018:
- Cuyavia y Pomerania
- Lublin